# Kavadar
Kavadar es un pueblo ubicado en la municipalidad de Rekovac, en el distrito de Pomoravlje, Serbia.

## Superficie
Posee una superficie de 8,324 kilómetros cuadrados.

## Demografía
Hasta 2011 la población era de 364 habitantes, con una densidad de población de 43,73 habitantes por kilómetro cuadrado.